# Alberto Cattaneo
Alberto Sergio Cattaneo (Milão, 26 de junho de 1967) é um matemático italiano, que trabalha com geometria algébrica.
Cattaneo obteve o Abitur em 1986 no Liceo A. Volta em Milão e estudou física na Universidade de Milão, obtendo a laurea em 1991 com Luciano Girardello (Untersuchung der Lokalisierungseigenschaften quasiperiodischer Ketten mit der Real-Space-Renormierungsgruppe, em italiano). Obteve um doutorado em física teórica em 1995 em Milão, orientado por Maurizio Martellini, com a tese Topologische BF Theorien und Knoteninvarianten. No pós-doutorado esteve até 1997 com Arthur Jaffe na Universidade Harvard e depois com Paolo Cotta-Ramusino na Universidade de Milão. Em 1998 foi professor assistente e em 2003 professor na Universidade de Zurique.
Em 2001 esteve em Harvard com Raoul Bott e em 2005 no Institut des Hautes Études Scientifiques (IHÉS).
É fellow da American Mathematical Society. Foi palestrante convidado do Congresso Internacional de Matemáticos em Madrid (2006: From topological field theory to deformation quantization and reduction).

## Obras
- com A. Bruguières, B. Keller, C. Torossian Déformation, Quantification, Théorie de Lie, Panoramas et Synthése 20, 2005